# Roderic O'Conor

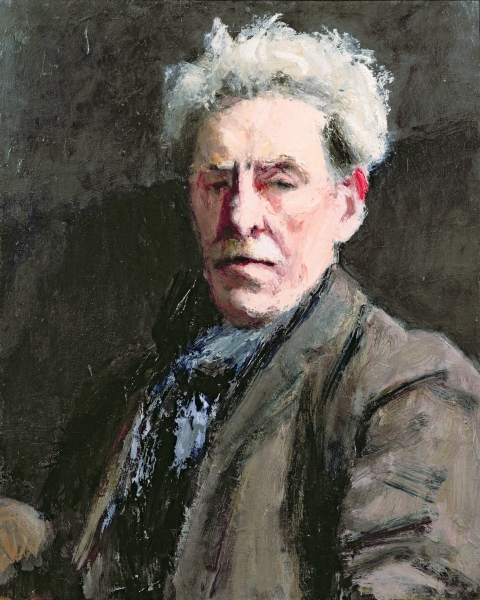
Roderic O'Conor, zelfportret

Roderic O'Conor (Castleplunket, County Roscommon, 17 oktober 1860 - Nueil-sur-Layon, 18 maart 1940) was een Iers kunstschilder. Hij werkte in de stijl van het impressionisme, het neo-impressionisme en het postimpressionisme.

## Leven en werk
O'Conor studeerde van 1879 tot 1883 aan de Metropolitan School of Art en de Royal Hibernian Academy in Dublin. Daarna studeerde hij een jaar aan de Koninklijke Academie voor Schone Kunsten van Antwerpen, om zich daarna via een korte tussenstop in Ierland in Parijs te vestigen. Hij zou vervolgens het grootste deel van zijn leven in Frankrijk blijven.
In zijn Parijse periode werd O'Conor sterk beïnvloed door de impressionisten en de neo-impressionisten, welke laatsten toen net van zich deden spreken. Vaak schilderde hij ook aan de Bretonse kust en in 1892 sloot hij zich aan bij de door Paul Gauguin opgerichte postimpressionistische School van Pont-Aven. Daar schilderde hij vooral landschappen en portretten van bewoners uit de regio. Hij zou tot 1904 in Pont-Aven blijven wonen en werken en keerde vervolgens terug naar Parijs.
O'Conor werkte in zijn Bretonse periode veel met losse, parallelle, ritmisch weergegeven penseelstreken, onder invloed van het neo-impressionisme (Paul Signac, Vincent van Gogh). Aan de postimpressionisten (Gauguin) ontleende hij zijn voorkeur voor felle kleuren en sterke contrasten. Zijn werk uit de Pont-Aven periode geldt als bijzonder expressief. Toen hij later naar Parijs terugkeerde werd zijn stijl wat conventioneler. Vanaf deze tijd schilderde hij voornamelijk nog binnen, in zijn atelier, en maakte hij ook veel stillevens en naakten. 
O'Conor exposeerde vaak bij de Salon d'Automne. Hij staat te boek als de bekendste Ierse impressionist. Hij was bevriend met Clive Bell en William Somerset Maugham. Aan het einde van zijn leven huwde hij zijn voormalige model Renée Honta (1894-1955), die zelf ook schilderde. In 1940 overleed hij, 80 jaar oud.

## Galerij

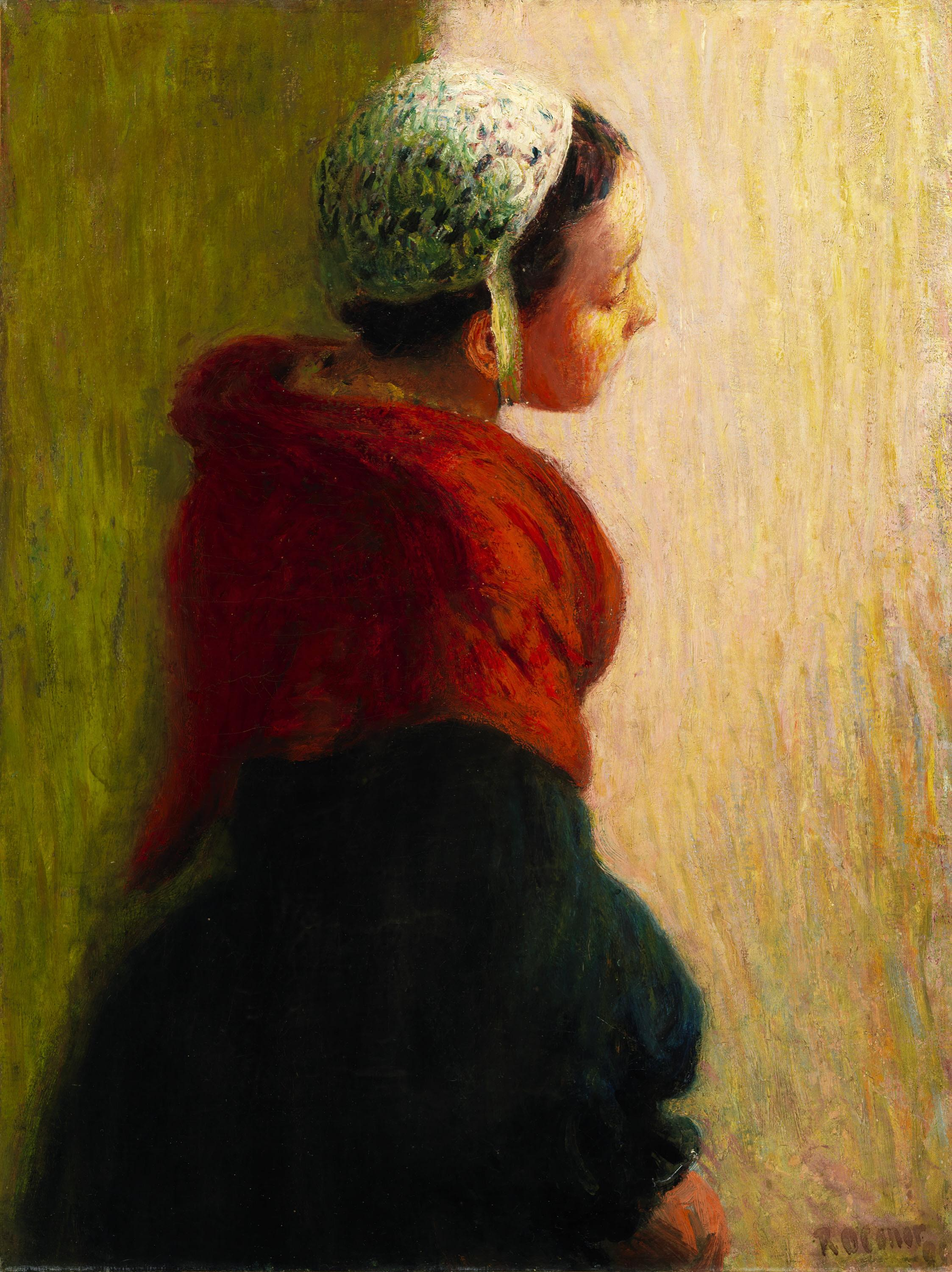
La jeune Bretonne
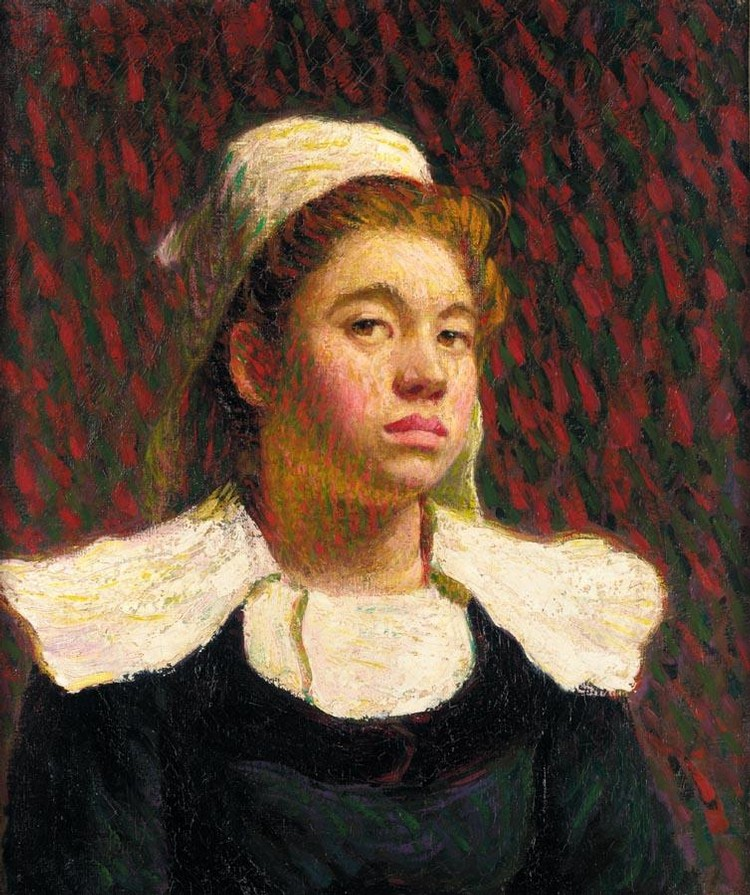
Bretonne
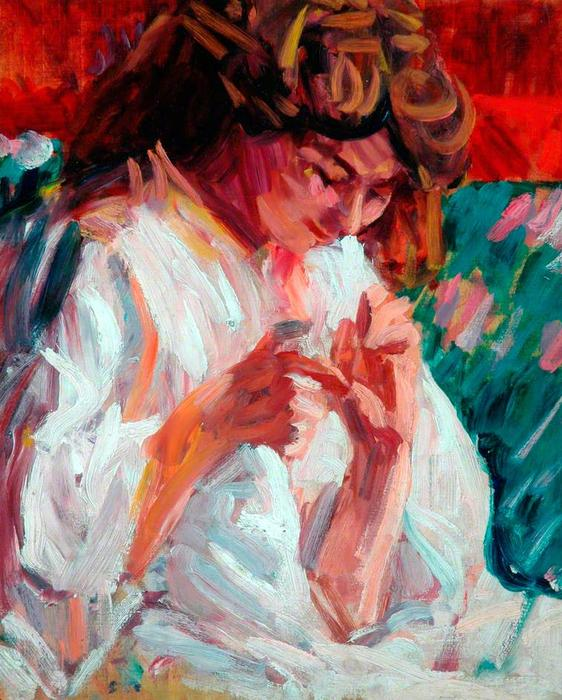
Girl mending
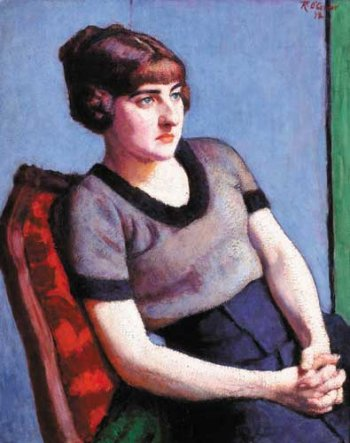
Femme au corsage mauve (Renée Honta)
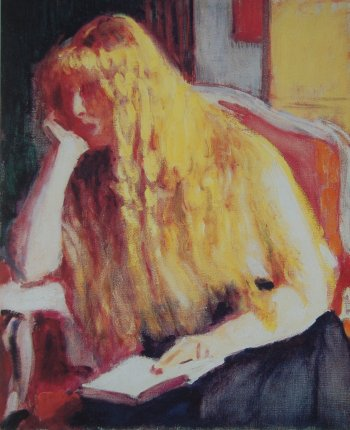
Réflexion
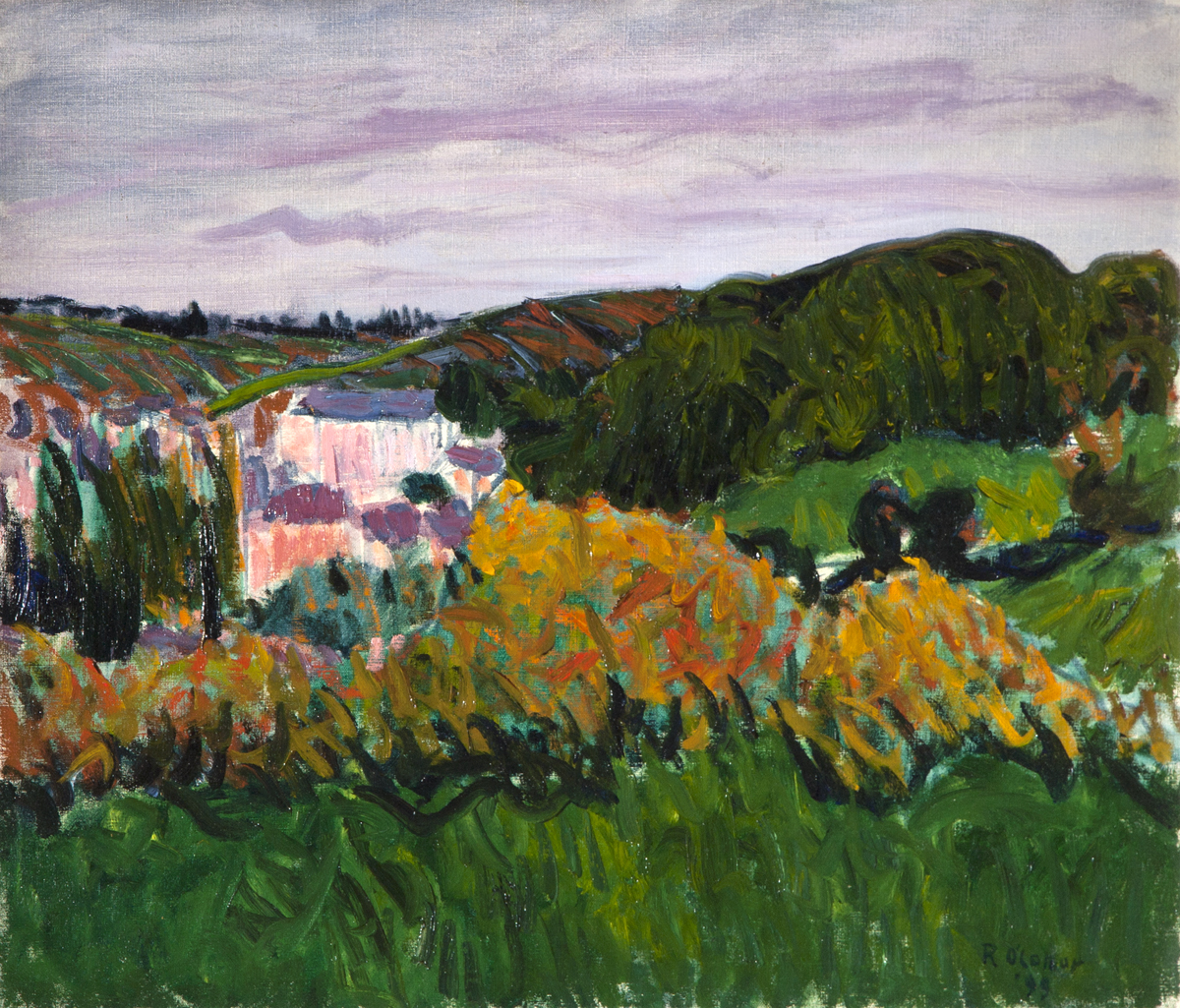
Pont-Aven
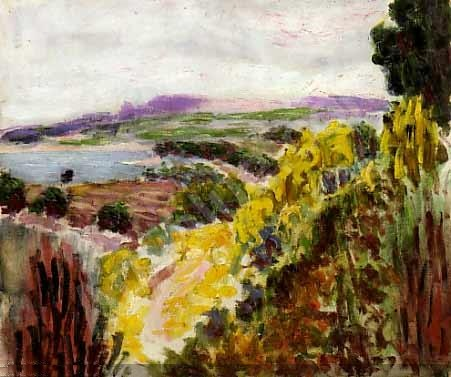
Paysage, Cassis
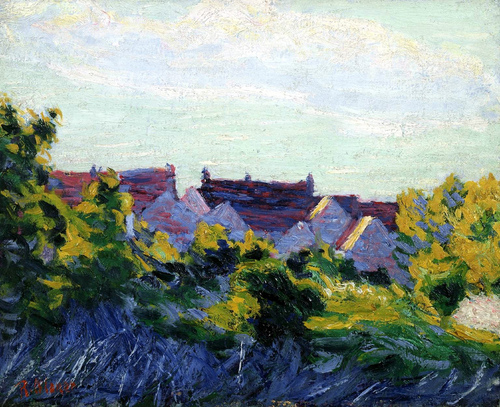
Red roofs
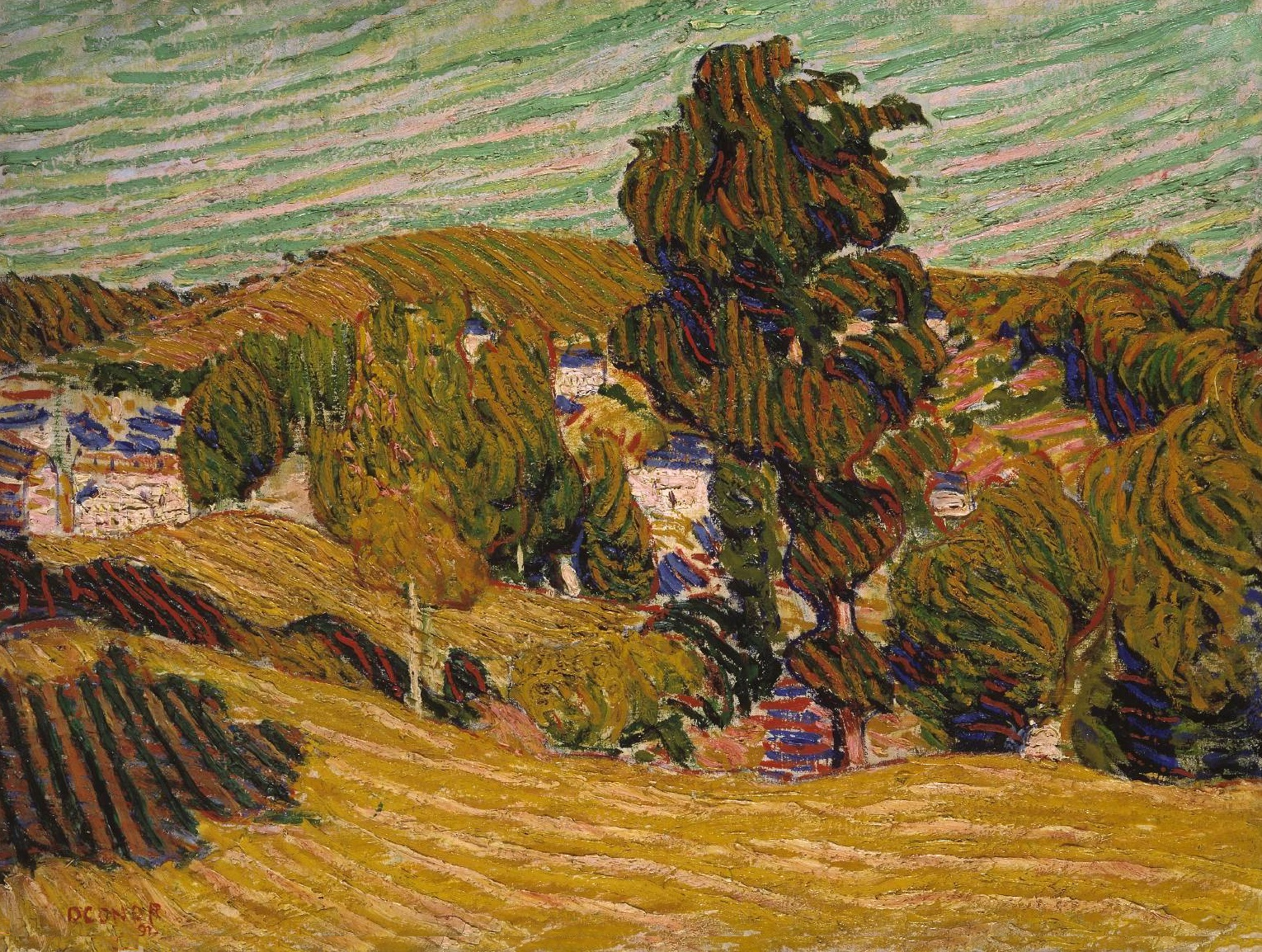
Yellow landscape
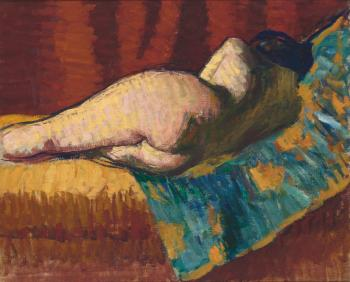
Reclining nude